# Gens Appuleia
De gens Appuleia was een plebejische gens in het oude Rome. De eerste van de Appuleii die het consulaat bekleedde was Quintus Appuleius Pansa in 300 v.Chr..

## Cognominain degens Appuleia
- Decianus
- Pansa
- Saturninus

## Bekende leden van degens Appuleia
- Quintus Appuleius Pansa;
- Lucius Appuleius;
- Lucius Appuleius Saturninus;
- Sextus Appuleius (consul in 14)
- Sextus Appuleius (echtgenoot Octavia maior)
- Sextus Appuleius (consul in 29 v.Chr.)
- Appuleia Varilla.